# Rudina (district de Kysucké Nové Mesto)
Rudina (hongrois : Nagyrudas) est un village de Slovaquie situé dans la région de Žilina.

## Histoire
La première mention écrite du village date de 1359.

## Démographie

### Évolution de la population
| Année:               | 1994. | 2004.   | 2014.   | 2024.   |
| -------------------- | ----- | ------- | ------- | ------- |
| Nombre de personnes: | 1497  | 1645    | 1743    | 1799    |
| Différence:          |       | +9,88 % | +5,95 % | +3,21 % |

| Année:               | 2023. | 2024.   |
| -------------------- | ----- | ------- |
| Nombre de personnes: | 1803  | 1799    |
| Différence:          |       | -0,22 % |